# Joan Xifilí
Joan Xifilí (en llatí Joannes Xiphilinus, en grec Ἰωάννης ὁ Ξιφιλῖνος) va ser un monjo i escriptor de Constantinoble, nebot del patriarca del mateix nom (Joan VIII Xifilí).
Va fer una extracte o epítom de l'obra de Dió Cassi, del llibre 36 al 80, per encàrrec de l'emperador Miquel VII Ducas (1071-1078). Xifilí no va conservar l'arranjament original de Dió Cassi i va dividir la seva obra en seccions (τμήματα), cadascuna de les quals incloïa la vida d'un emperador. Va ometre els noms dels cònsols que Dió Cassi sempre incloïa i va fer algunes alteracions per iniciativa pròpia; va cometre errors com per exemple remetre a una indicació anterior que ell mateix havia suprimit. Va prescindir de diverses parts de l'obra, algunes d'elles d'importància, com es veu a Joan Zonaràs, que va conservar molts fragments de Dió Cassi dels que Xifilí havia omès.